# واقع‌گرایی (روابط بین‌الملل)
واقع‌گرایی یکی از نظریه‌های روابط بین‌الملل است که سیاست‌های جهانی را بر اساس رقابت دولت‌ها بر سر منافع ملی خود تعریف می‌کند. واقع‌گرایی، مهم‌ترین و پایدارترین نظریهٔ روابط بین‌الملل محسوب می‌شود. معمولاً جاذبهٔ این نظریه به دلیل نزدیکی آن با عملکرد سیاست‌مداران و همچنین فهم متعارف از سیاست بین‌الملل، دانسته می‌شود. همچنین با وجود اصول و وجوه مشترک در میان نظریه‌پردازان واقع‌گرایی، این مکتب یک کلیت کاملاً یکپارچه نیست.
واقع گرایی ریشه در تاریخ بشری دارد، اما پیدایش رسمی آن به دوره پس از جنگ جهانی دوم بازمی‌گردد. پیش از جنگ جهانی دوم، اندیشه گرایی واقع گرایی از سوی ادوارد کار ارائه شد و مورگانتا آن را به صورت الگویی علمی عرضه کرد. واقع گرایی ضمن قبول تکثر ماهیت انسانی، خواهان ایجاد حوزه‌ای مستقل برای سیاست است. در نگرش واقع گرایی قدرت زیر بنایی سیاست و شکل دهنده روابط بین‌الملل محسوب می‌شود.

## پیش‌فرض‌های مشترک
واقع گرایی به عنوان یکی از سنت‌های نظریه روابط بین‌الملل بر چهار گزاره متمرکز است.
1. نظام بین‌الملل آنارشیک است.
  - هیچ بازیگری که قادر به تنظیم روابط متقابل دولت‌ها باشد، مافوق دولت‌ها وجود ندارد. (حکومتی بر حکومتها حکومت نمی‌کند) دولت‌ها به جای اینکه از سوی قدرت مافوقی به آن‌ها دیکته شود، خود باید در روابط با دیگر کشورها وارد شوند.
  - نظام بین‌الملل در یک وضعیت ستیز دائمی قراردارد.
2. دولت‌ها مهم‌ترین بازیگران نظام بین‌الملل هستند.
3. تمامی دولت‌ها در نظام بین‌الملل بازیگرانی عقلایی هستند.
  - دولت‌ها تمایل دارند به دنبال منافع ملی خود باشند (اصل خودیاری) و خودیاری مبتنی بر پدیده قدرت است.
  - گروه‌ها برای به دست آوردن بیشترین منابع ممکن در تلاش هستند.
4. نگرانی اصلی تمامی دولت‌ها حفظ بقا می‌باشد.
  - دولت‌ها برای حفظ بقای خود نیروها و ظرفیت نظامی خود را بیشتر می‌کنند، که این امر ممکن است به معمای امنیت منجر شود.
5. موازنه قوا: از آنجا که قدرت هر بازیگر تهدیدی برای دیگران است، تنها راه حل جلوگیری از قدرت یافتن دیگران است.

## پیشینه و شاخه‌ها

### ریشه‌های تاریخی
- توسیدید (نمونه واقع گرایی کلاسیک)
- چاناکیا
- ابن خلدون
- هان فی زی
- نیکولو ماکیاولی (نمونه واقع گرایی تاریخی)
- کاردینال ریشلیو
- توماس هابز (نمونه واقع گرایی لیبرال)
- فردریک کبیر
- شارل-موریس دو تالیران-پریگور
- کلمنس ونتسل فون مترنیخ
- کارل فون کلاوزویتس
- اتو فون بیسمارک
- ژان ژاک روسو (نمونه واقع گرایی ساختاری)

#### واقع گرایی تاریخی
ای اچ کار واقع گرایی تاریخی را در تقابل با آرمانگرایی کلاسیک (آمریکایی) ارائه کرد. موضوع اصلی انتقاد او نمایش دادن فقدان هارمونی منافع بود. درین مکتب اصول تابع سیاست است و آنچه مورد قبول است مهارت دولتمردان است. کار در کتابش با عنوان «بحران بیست ساله ۱۹۱۹–۱۹۳۹» خواست و آرزو را به عنوان علم سیاست بین‌الملل ناکافی و واقع گرایی را اصلاح‌کننده ضروری آرمانگرایی ای می‌دانست که عناصر اساسی قدرت را در روابط بین‌الملل نادیده گرفته بود. به گفته او باور آرمانگرایان به سازش دولت‌ها بر پایه منافع مشترک صرفاً بازتاب علایق دولتهای راضی از وضع موجود به منظور توجیه مقام و منزلت شان در سیستم موجود بود و «دکترین هارمونی منافع» مانند لسه فر (بازار آزاد) ایدیولوژی نخبگان حاکم است.
از دید او دولت‌ها از سیاست قدرت پیروی می‌کنند و این باعث تعارض اجتناب ناپذیر میان قدرت‌ها خواهد شد و تنها راه جلوگیری کاهش خطر برخورد و جنگ توازن قوا است. نظم بین الزامی صرفاً بر اساس واقعیت‌های موجود شکل می‌گیرد و نه اخلاق. در این سیستم اقتدار مرکزی و حقوق بین‌المللی الزام‌آور وجود ندارد و ناسیونالیسم یکی از نیروهایی است که بر خلاف ویژگی اتحاد بخشش در داخل موجب تعارض در سیاست بین‌الملل می‌شود.

#### واقع‌گرایی کلاسیک
هانس جی. مورگنتا بنیان‌گذار واقع گرایی کلاسیک بود. درین مکتب سیاست بین‌الملل تلاش بی‌وقفه برای قدرت بوده، ریشه آن را باید در نهاد بشری جست و حقوق، جامعه و عدالت از هیچ جایگاهی برخوردار نیست. مورگانتا پنج اصل بنیادین واقع گرایی را چنین بیان کرده است:
- قوانین عینی در حوزه سیاست که ریشه در نهاد بشری دارند.
- مفهوم منافع در چهارچوب قدرت به عنوان راهنمایی اصلی؛
- عینی بودن منافع؛
- جدایی اخلاق از سیاست؛
- تلاش واحدها برای دستیابی به منافع در قالب قدرت.

به باور این مکتب عامل اساسی ثبات در سیستم موازنه قدرت و سیاست‌های معطوف به حفظ آن است. مهم‌ترین شیوه‌های ایجاد موازنه قدرت باید به ایجاد تفرقه در صفوف متحد رقیب، به‌کارگیری اصل غرامت، مسابقه تسلیحاتی، ایجاد اتحاد در مقابل اتحادهای رقیب رو یا اتحاد در برابر سلطه جهان اشاره کرد.
دیگر واقع گرایان کلاسیک:
- جرج اف. کنان
- نیکلاس اسپایکمن
- هرمن کان

### نوواقع‌گرایی یا واقع‌گرایی ساختاری
درین مکتب باور بر این است که ماهیت بشری نیست که ایجاد ترس می‌کند بلکه ساختار نظام بین‌المللی (آنارشی) پدید آورنده شک و ترس است.
- رابرت جی. آرت
- رابرت جرویس
- کنت والتز: بنیان‌گذار واقع گرایی تدافعی. این نظریه ادعا دارد ساختار آنارشیک نظام بین‌الملل دولت‌ها را تشویق می‌کند تا برای افزایش امنیت خود به اتخاذ سیاستی میانه‌رو و مدارایی روی آورند.
- استفن والت
- جان مرشهایمر: بنیان‌گذار واقع گرایی تهاجمی. این نظریه مدعی ست که آنارشی نظام جهانی باعث رفتار تهاجمی دولت‌ها در سیاست بین‌الملل است تا به وسیله اقتدار و هژمونی بتوانند امنیت خود را تأمین کنند.
- رابرت گیلپین: بنیان‌گذار نظریه اقتصاد سیاسی بین‌الملل. وی روابط بین‌الملل را در کنار اقتصاد سیاسی بررسی و تحلیل می‌کند.

### واقع‌گرایی لیبرال یامکتب انگلیسییا خردگرایی
درین مکتب باور بر این است که آنارشی بین‌المللی می‌تواند توسط جامعه‌ای از دولت‌ها که توانایی کافی برای بازداشتن دیگران از تهاجم و ایجاد قواعد لازم برای همزیستی را دارند تعدیل شود.
- هدلی بال
- مارتین وایت
- بری بوزان

### واقع‌گرایی نوکلاسیک
- راندال اشولر
- آرون فریدبرگ
- ویلیام ولفرز

## واقع‌گرایان در سیاستگذاری
- هنری کسینجر
- زبیگنیو برژینسکی
- برنت اسکوکرافت

## رابطه با قدرت
قدرت باعث ایجاد سلسله مراتب می‌شود از نظر واقع گرایی اساساً روابط بین‌الملل در برگیرنده ستیز میان قدرت‌های بزرگ برای سلطه و ایجاد امنیت ملی می‌باشد. امنیت ملی و بقاء دولت مرکز رهیافت واقع گرایی می‌باشد هدف نهایی قدرت است، سیاست همان تلاش اعمال قدرت بر مردم می‌باشد از نظر هانس مورگنتا مردان و زنان به دنبال کسب قدرت هستند انسان موجودی که به دنبال منافع شخصی می‌باشد تسلط بر دیگران و ممانعت از سلطه دیگران موضوعی جهانی می‌باشد.

## پی‌نوشت‌ها
1. ↑  Rourke, John (30) [2010].  Michael, Ryan (ed.). International Politics On The World Stage. Boyer, Mark A,. New York, New York: McGraw Hill. p. 16. {{cite book}}: Check date values in: |date= و |year= / |date= mismatch (help); Unknown parameter |month= ignored (help)نگهداری CS1: نقطه‌گذاری اضافه (link)
2. ↑  مشیرزاده، حمیرا (۱۳۸۶). تحول در نظریه‌های روابط بین‌الملل. سمت.
3. ↑  قاسمی، فرهاد. اصول روابط بین‌الملل، تهران ۱۳۹۱، نشر میزان: ص ۴۸
4. ↑  قاسمی، فرهاد. اصول روابط بین‌الملل، تهران ۱۳۹۱، نشر میزان: ص ۵۰
5. 1 2  قاسمی، فرهاد. اصول روابط بین‌الملل، تهران ۱۳۹۱، نشر میزان: ص ۵۱